# Mana
Mana（日语：マナ，3月19日—）是日本的吉他手、合成器奏者、音樂製作人，且是現在活動停止中的視覺系樂團Malice Mizer和現在自行創作的 Sound Project（サウンド・プロジェクト）Moi dix Mois 的領導人。通稱為。
哥德蘿莉的愛好者通常會稱他為「Mana大人」（Mana様），而他本身也相當喜歡哥德蘿莉，甚至設立了一個流行品牌Moi-même-Moitié（モワ・メーム・モワティエ），並親自為其設計。

## 簡介
- 在媒體等上出現時，為了在電視上出場時“本人不說話”的設定而透過樂團成員們發言。不過在接受雜誌的採訪時會一般的回答。
- 意外的喜歡電子遊戲，特別喜歡的類型是競速遊戲。喜歡雜誌。
- 廣島縣出身的父親是高中的音樂老師，小時候就常聽古典樂，因此在發表的樂曲中常融合古典樂和搖滾樂。另外曲子裡也常使用羽管鍵琴和風琴

## 略歷
- 1992年8月 - 打工時認識了Közi，並和他組了Malice Mizer。
- 1997年 - 和日本古倫美亞訂立主要出道（major debute，メジャー・デビュー（日语：メジャー・デビュー））契約
- 1999年1月 - 主唱GACKT退出
- 2001年12月31日 - MALICE MIZER停止活動。
- 2002年3月19日 - 在Mana的生日組成名為Moi dix Mois的團體並開始活動。
- 2008年5月 - 負責DefSTAR Records（デフスター）的分島花音出道單曲（debute single，デビュー・シングル）的製作、作曲和編曲工作。

## 外部連結
- Monologue†Theater : Mana's web site
- Moi-même-Moitié Official Website
- MALICE MIZER Official Website （页面存档备份，存于）
- Moi dix Mois Official Website